# Нова Полянка (Словаччина)
Нова Полянка (словац. Nová Polianka) — село в Словаччині, Свидницькому окрузі Пряшівського краю. Розташоване в північно-східній частині Словаччини.
Уперше згадується у 1414 році.

## Пам'ятки
У селі до 1961 року була греко-католицька дерев'яна церква святої Параскеви (лемківського типу) з 1766 року, культурна пам'ятка національного значення, з 1986 року знаходиться у скансені у Свиднику. В селі збудовано муровану греко-католицьку церкву святих Петра і Павла в 1937 року.

## Населення
| Рік:            | 1993 | 2003     | 2013     | 2023     |
| --------------- | ---- | -------- | -------- | -------- |
| Кількість осіб: | 65   | 55       | 78       | 67       |
| Різниця:        |      | -15,38 % | +41,81 % | -14,10 % |

| Рік:            | 2022 | 2023 |
| --------------- | ---- | ---- |
| Кількість осіб: | 67   | 67   |
| Різниця:        |      | +0 % |

В селі проживає 70 осіб.
Національний склад населення (за даними останнього перепису населення — 2001 року):
- словаки — 51,61 %
- русини — 27,42 %
- українці — 19,35 %
- чехи — 1,61 %

Склад населення за приналежністю до релігії станом на 2001 рік:
- православні — 83,87 %,
- греко-католики — 12,90 %,
- римо-католики — 1,61 %,
- не вважають себе віруючими або не належать до жодної вищезгаданої церкви — 1,61 %